# Галланд (лен)

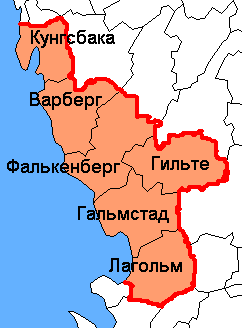
Комуни лену Галланд

Галланд (швед. Hallands län) — лен, розташований на південно-західному узбережжі Швеції уздовж протоки Каттегат у ландскапі (провінції) Галланд. Межує з ленами Вестра Йоталанд, Йончопінг, Сконе, Крунуберґ. Був утворений у 1719 році. Центральне місто — Гальмстад.

## Адміністративний поділ
Адміністративно лен Галланд поділяється на 6 комун:
1. Комуна Варберг (Varbergs kommun)
2. Комуна Гальмстад (Halmstads kommun)
3. Комуна Гильте (Hylte kommun)
4. Комуна Кунгсбака (Kungsbacka kommun)
5. Комуна Лагольм (Laholms kommun)
6. Комуна Фалькенберг (Falkenbergs kommun)